# Ягеманн, Христиан
Христиан Ягеманн (нем. Christian Joseph Jagemann, 1735—1804) — немецкий историк литературы.

## Биография
Был монахом в Констанце, бежал оттуда и несколько лет занимался учительством; затем вернулся на родину и был отправлен для покаяния в Рим. Во Флоренции он основательно изучил итальянскую литературу. По возвращении в Германию был некоторое время директором католической гимназии в Эрфурте, а с 1775 года библиотекарем герцогини Анны-Амалии в Веймаре. Здесь он оставил монашество, перешёл в протестантство и женился. В своей «Geschichte der freien Künste und Wissenschaften in Italien» (Лейпциг, 1777—1781; переработка «Storia della litteratura italiana» Тирабоски) он познакомил немцев с итальянской литературой. С той же целью он издавал «Magazin der ital. Litteratur und Künste» (Веймар и Галле, 1780—1785). Ему же принадлежит перевод Дантовского «Ада» на немецкий язык.

## Дети
- Каролина Ягеман (1777—1848) — трагическая актриса и певица.
- Фердинанд Ягеман (1780—1820) — художник, ученик придворного веймарского художника Георга Мельхиора Крауса.
- Марианна — в 1806—1815 жена посольского советника Адольфа фон Данкельмана[нем.].